# Philonotis fontanoides
Philonotis fontanoides là một loài rêu trong họ Bartramiaceae. Loài này được Gillies & Grev. A. Jaeger mô tả khoa học đầu tiên năm 1875.